# L'Auberg
L'Auberg, l'Auberc ol'Alberch és un mas a poc més de mig km a l'est del nucli de Santa Maria d'Oló (al Moianès).

## Arquitectura
Casa d'estructura quasi quadrada, amb coberta a dos vents i amb el carener paral·lel a la façana, tenint dos accessos per aquest cantó. Destaca a una banda un gran portal de mig punt adovellat amb grans carreus de pedra picada. Un portal rectangular enlairat constitueix l'actual entrada a l'habitatge. La part de la façana ha estat restaurada recentment, arrebossant-la deixant a la vista tots els carreus ben tallats. A les cantoneres, grans carreus de pedra picada destaquen, així com una finestra geminada amb una fina columna molt estilitzada a la banda nord. Els baixos són amb volta apuntada, suspensos sobre arcades apuntades. Hi ha també el portal original del mas primitiu, de mig punt.

## Història
La casa surt citada en el fogatge de 1515. Ha sofert moltes modificacions. Probablement l'entrada primitiva estava a migdia. Avui queda amagada per noves construccions, però conserva un portal molt vell. Al XVIII s'afegí un cos a llevant que amplia la casa i que avui és la façana. Dues llindes (1705-1767) recorden aquestes transformacions. Sofrí un incendi considerable que deuria afectar sobretot el cantó de ponent. Sembla que a la casa nasqué un músic de gran vàlua en èpoques passades.